# Stará Kouřim
Stará Kouřim je pahorek asi kilometr východně od města Kouřim, který byl pro svou výhodnou polohu obýván od pozdní doby kamenné až do raného středověku. Hradiště je od roku 1965 chráněno jako kulturní památka.

## Poloha

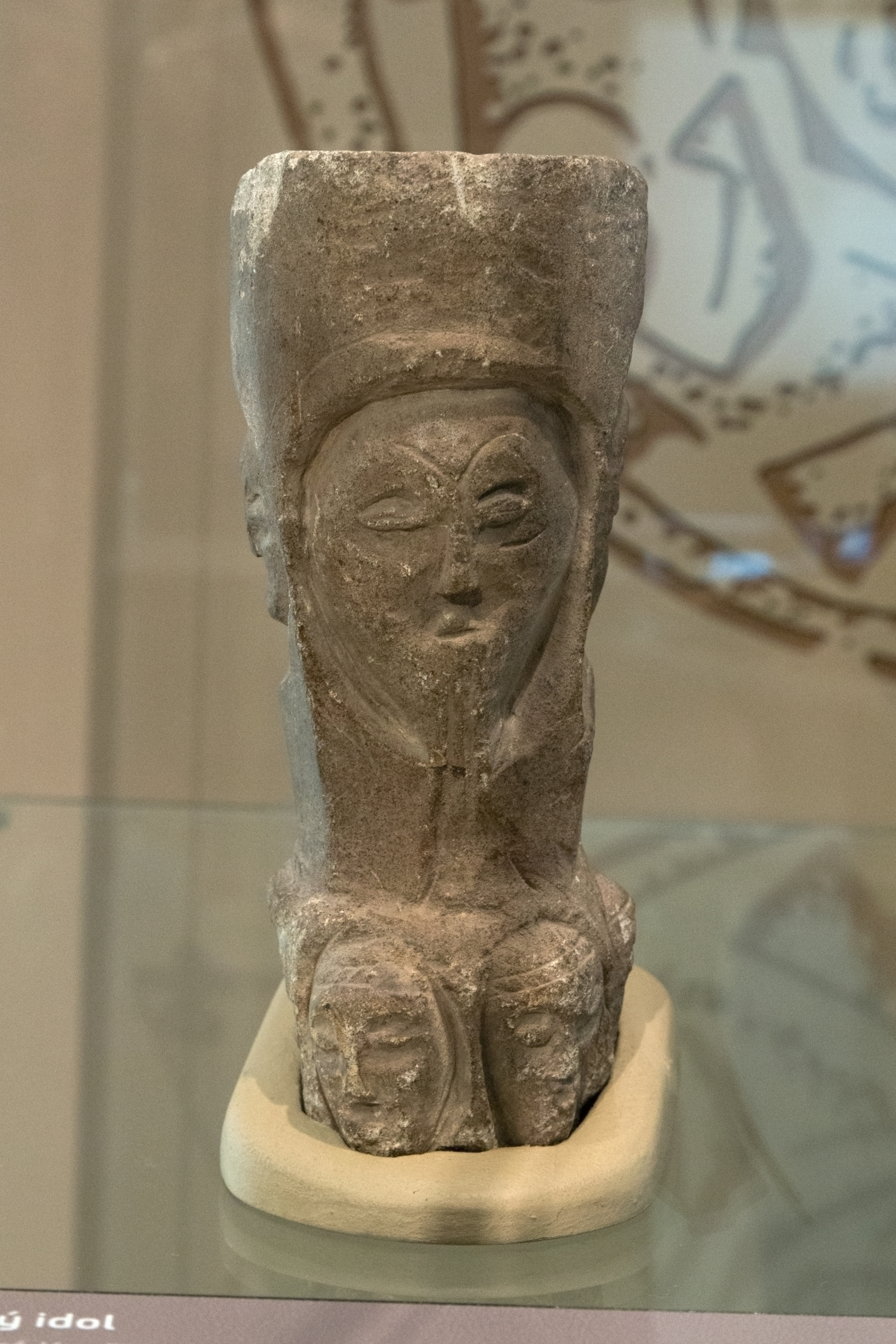
Pískovcový sloupek s motivy lidských tváří. Neúplný pohanský idol, původně asi z polohy U Libuše (9. století)

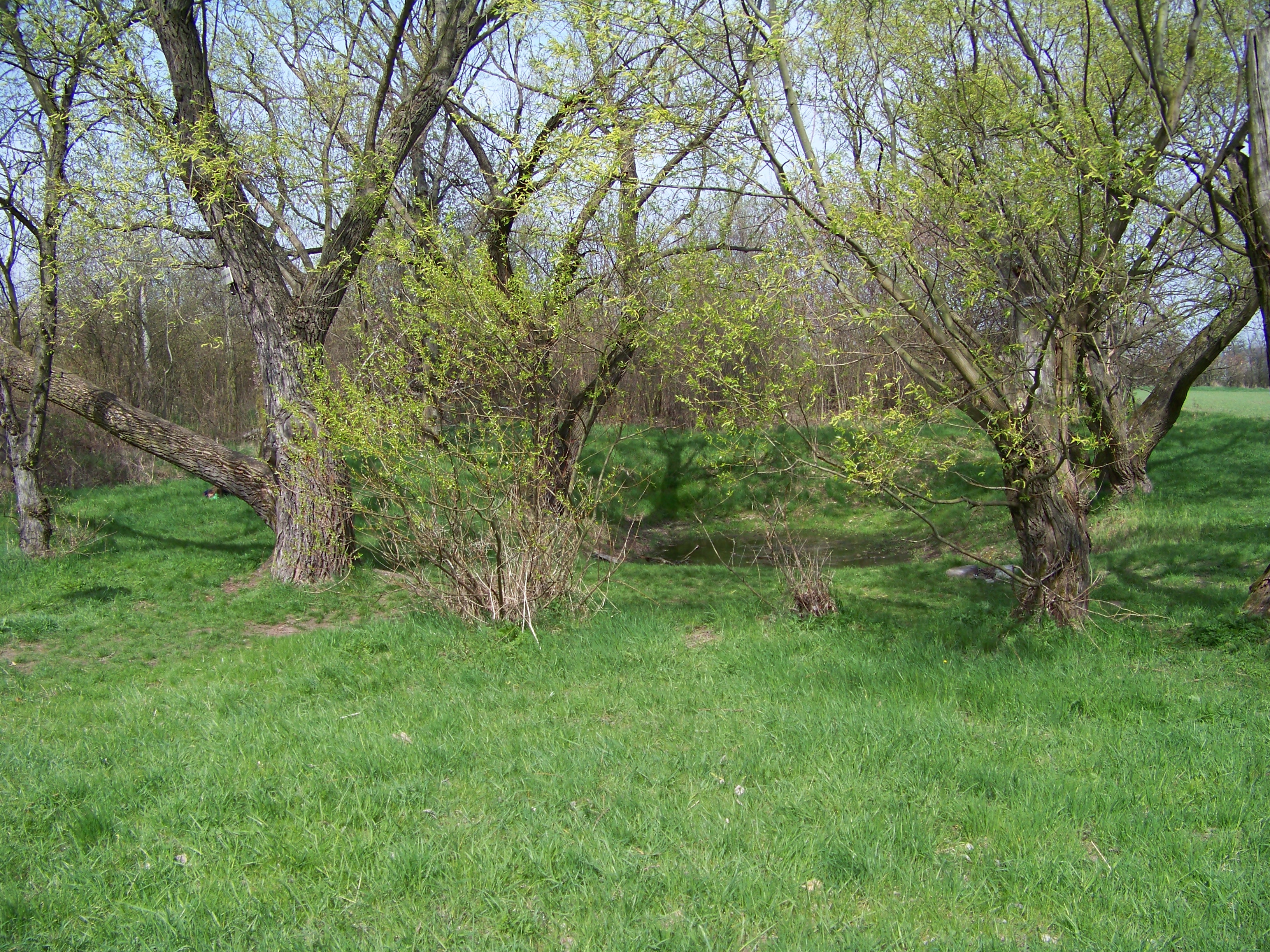
Libušino jezírko

Strategicky výhodné umístění Staré Kouřimi je dáno polohou na vyvýšeném rulovém bloku nad ohybem řeky Výrovky, která svahy pahorku obrousila do strmých srázů vysokých až 60 metrů. Na přístupném severovýchodním svahu bylo hradiště chráněno třemi polokruhy valů o délkách 400, 820 a 1320 metrů. Uvnitř opevněného areálu byl pramen napájející vodní nádrž zvanou Libušino jezírko.
Na severozápadní straně pahorku vně opevňovacích valů se nachází takzvaný Lechův kámen. Vede k němu z Kouřimi cesta po žluté značce. Naučná stezka Stará Kouřim spojuje šest nejvýznačnějších míst v okolí.
Asi kilometr východně od vrcholu pahorku Stará Kouřim leží průsečík poledníku 15° východní délky a rovnoběžky 50° severní šířky.

## Historie
Nejstarší nálezy dokládají osídlení v období eneolitu 4800 př. n. l. Poblíž Libušina jezírka byly odkryty zbytky domu sloupové konstrukce, obehnaného palisádovou hradbou. K dalším nálezům patřily vypíchaná keramika a nálevkovité poháry řivnáčské kultury.
Další etapu osídlení (2800 př. n. l.) dokládá pohřebiště lidu se šňůrovou keramikou. Byly zde objeveny obytné sloupové stavby a hroby kultur únětické, lužické a štítarské (2000–1000 př. n. l.) a obytné polozemnice a keramika doby raně halštatské (750 př. n. l.).
Od 6. století se na pahorku Staré Kouřimi objevují první Slované. Využili starší fortifikaci a opevnění dále rozšířili.
V 9. století se Stará Kouřim stává mocenským centrem. Vstup do hradiště tvořila dvojitá brána s věží a úzkými průchody po stranách. Před opevňovacími valy byl mohutný příkop 5 metrů hluboký a 12 metrů široký. V prostoru brány byl příkop překlenut dřevěným mostem. Kolem roku 900 bylo hradiště vypáleno a o několik desetiletí později znovu opevněno a celé přestavěno. Na vrcholu pahorku na místě spálené dlouhé halové stavby vznikly rozlehlé srubové budovy - sídlo vévody.
Za vlády Boleslava I. v polovině 10. století při přemyslovském sjednocování Čech zanikla i Stará Kouřim jako lokální mocenské středisko. Nové hradiště pod kontrolu Přemyslovců, bylo založeno na sousedním pahorku v lokalitě zvané U svatého Jiří.

## Archeologický výzkum

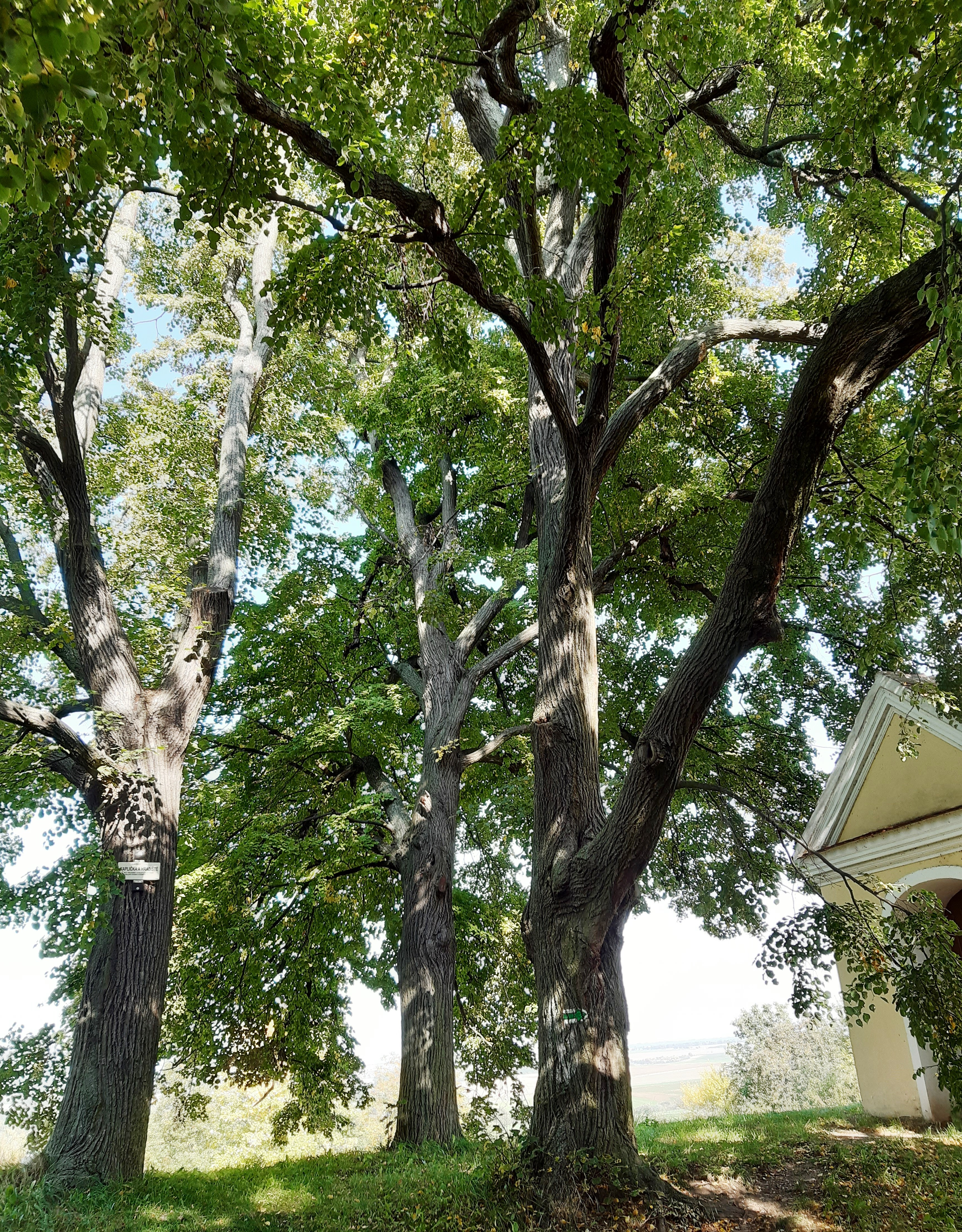
Památné stromy u kaple svatého Víta

První archeologické průzkumy zde vedl na počátku 20. století Josef Ladislav Píč. Podrobný výzkum této lokality provedl v letech 1948–1958 a 1961–1962 Miloš Šolle. O nálezech sepsal populárně vědeckou publikaci Kouřim v průběhu věků, seznamující s vývojem pravěkého osídlení Staré Kouřimi. Popisuje vývoj opevnění, život na hradišti, hospodářství, řemeslnou výrobu i umělecká řemesla, demografický profil tehdejší společnosti, rodovou linii Děpolitců a kouřimské kostely. Zdejší archeologické nálezy jsou vystaveny v kouřimském muzeu.